# Talita Fontoura Alves
Talita Fontoura Alves (rođena 1966.) je brazilska botaničarka. Profesorica je biologije i botanike na Državnom sveučilištu Santa Cruz u Ilhéusu u Brazilu. Značajna je po otkriću i imenovanju Quesnelia alborosea, člana Bromeliaceae porijeklom iz područja Bahia u Brazilu.

## Životopis
Godine 1988., Fontoura je stekla licencu na Universidade Santa Úrsula u Rio de Janeiru. Magistrirala je ekologiju pod nadzorom dr. Fábia Rúbia Scarana na Sveučilištu u Campinasu 1995. godine, a konačno i doktorat 2005. godine, također na Sveučilištu u Campinasu. Završila je svoje obrazovanje postdoktorskim studijem na Federalnom sveučilištu u Rio de Janeiru.
Od 1996. godine je bila profesorica na Državnom sveučilištu Santa Cruz u Ilhéusu, Bahia, i nastavlja doprinositi poljima ekologije u bioraznolikosti i očuvanju. Područje njezinog istraživanja je struktura i zajednica epifita. Započela je s istraživanjem Bromeliaceae u Botaničkom vrtu Rio de Janeira u različitim aspektima te porodice biljaka kao što su njihova fitogeografija i frugivorstvo.